# Elisa Sciuto
Elisa Sciuto (Catania, 9 gennaio 1979) è una giornalista e conduttrice televisiva italiana.

## Biografia
Esordisce a teatro nel 1994 e nel cinema nel 1996 (I briganti di Zabut di Pasquale Scimeca, Cuore scatenato di Gianluca Sodaro, Casa Eden di Fabio Bonzi, Agente matrimoniale di Christian Bisceglia).
Trasferitasi a Roma, prosegue la sua carriera come attrice per la tv (La squadra, Carabinieri, Agrodolce) e per spot pubblicitari (Telecom, Buitoni, Eni, Lierac, Grand Soleil, Original Marines); conseguito il master in giornalismo continua come conduttrice per tv e inizia a scrivere per Raifutura, Recensito.net, Startv, VIP, Mondo in Blue (magazine di bordo della compagnia aerea Bluepanorama).
Nel 2008 è inviata per Pirati, su Rai 2, per diventare giornalista l'anno successivo e condurre il programma sportivo Aspettando Il processo di Biscardi, affiancando inoltre Aldo Biscardi nel programma Il processo di Biscardi. Dal 2010 realizza e presenta il programma Nonsolocinem@ sul canale La3 di Sky, lavora come corrispondente per la rivista inglese Empire e per Glamour tv per i principali eventi di cinema e spettacolo in Italia.
Da ottobre 2011 conduce inoltre il notiziario serale di Teleroma 56, emittente per la quale gestisce reportage di cronaca, cinema, politica e attualità; dal 2012 recensisce in anteprima i film in uscita nelle sale sull'emittente radiofonica R101.
Dal dicembre 2013 conduce MyWay di Autostrade per l'Italia S.p.A., notiziario sulla viabilità nazionale in onda su Sky TG24 e Sky Meteo 24.
Nel 2017  inizia l’esperienza radiofonica in RTL 102.5 e Radio Zeta, aggiudicandosi il premio Microfono d’Oro 2018.
Sempre nello stesso anno passa al programma “L’aria che tira”, in onda su LA7, per poi entrare in Mediaset, dove lavora prima per “Supercinema”, poi per “L’Almanacco del TG4”. 
Nel 2018 è giornalista inviata per Pomeriggio 5, trasmissione per la quale tuttora lavora; in Mediaset è stata inviata, inoltre, per Contro Corrente, Zona Bianca, Dritto e Rovescio, E' Sempre Carta Bianca e Morning News. Nell'estate 2022 è stata, inoltre, conduttrice in La7 per il programma Urban Scouters.
Sempre nello stesso anno inizia l’esperienza radiofonica con Radio Zeta, l’italiana di RTL 102.5, dove conduce “Aperizeta”, per il quale si aggiudica il premio Microfono d’Oro 2018.